# Pézilla-la-Rivière
Pézilla-la-Rivière  est une commune française, située dans le nord-est du département des Pyrénées-Orientales en région Occitanie. Sur le plan historique et culturel, la commune est dans le Roussillon, une ancienne province du royaume de France, qui a existé de 1659 jusqu'en 1790 et qui recouvrait les trois vigueries du Roussillon, du Conflent et de Cerdagne.
Exposée à un climat méditerranéen, elle est drainée par la Têt et par un autre cours d'eau. La commune possède un patrimoine naturel remarquable composé de deux zones naturelles d'intérêt écologique, faunistique et floristique.
Pézilla-la-Rivière est une commune urbaine qui compte 4 048 habitants en 2022, après avoir connu une forte hausse de la population depuis 1975. Elle est dans l'agglomération de Perpignan et fait partie de l'aire d'attraction de Perpignan. Ses habitants sont appelés les Pézillanais ou  Pézillanaises.

## Géographie

### Localisation
La commune de Pézilla-la-Rivière se trouve dans le département des Pyrénées-Orientales, en région Occitanie.
Elle se situe à 10 km à vol d'oiseau de Perpignan, préfecture du département, et à 6 km de Saint-Estève, bureau centralisateur du canton du Ribéral dont dépend la commune depuis 2015 pour les élections départementales.
La commune fait en outre partie du bassin de vie de Perpignan.
Les communes les plus proches sont : 
Le Soler (2,4 km), Villeneuve-la-Rivière (2,7 km), Saint-Féliu-d'Avall (3,0 km), Corneilla-la-Rivière (3,3 km), Saint-Féliu-d'Amont (4,0 km), Baho (4,3 km), Toulouges (5,7 km), Millas (6,1 km).
Sur le plan historique et culturel, Pézilla-la-Rivière fait partie de l'ancienne province du royaume de France, le Roussillon, qui a existé de 1659 jusqu'à la création du département des Pyrénées-Orientales en 1790 et qui recouvrait les trois vigueries du Roussillon, du Conflent et de Cerdagne.

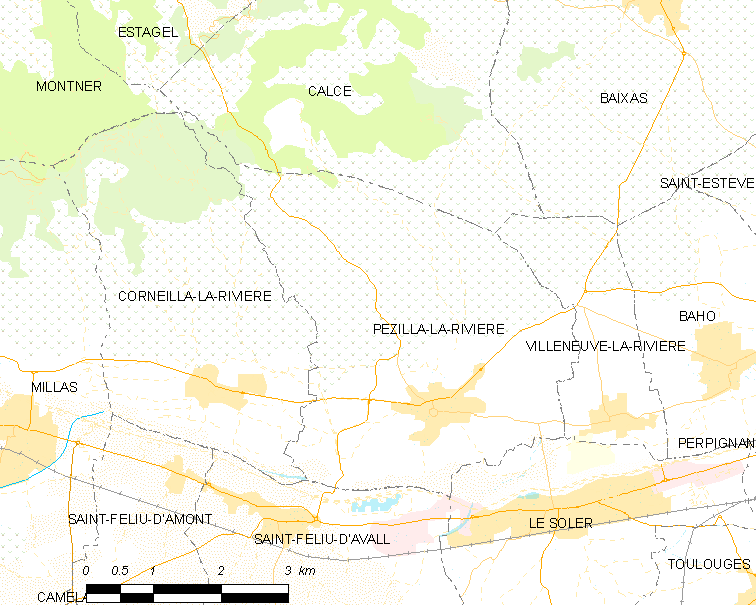
Situation de la commune.

| Montner (par un quadripoint) | Calce               |                       |
| Corneilla-la-Rivière         | Pézilla-la-Rivière  | Villeneuve-la-Rivière |
|                              | Saint-Féliu-d'Avall | Le Soler              |

### Géologie et relief
La commune est classée en zone de sismicité 3, correspondant à une sismicité modérée.

### Climat
Pour des articles plus généraux, voir Climat de l'Occitanie et Climat des Pyrénées-Orientales.
En 2010, le climat de la commune est de type climat méditerranéen franc, selon une étude du CNRS s'appuyant sur une série de données couvrant la période 1971-2000. En 2020, Météo-France publie une typologie des climats de la France métropolitaine dans laquelle la commune est exposée à un climat méditerranéen et est dans la région climatique Provence, Languedoc-Roussillon, caractérisée par une pluviométrie faible en été, un très bon ensoleillement (2 600 h/an), un été chaud (21,5 °C), un air très sec en été, sec en toutes saisons, des vents forts (fréquence de 40 à 50 % de vents > 5 m/s) et peu de brouillards.
Pour la période 1971-2000, la température annuelle moyenne est de 14,7 °C, avec une amplitude thermique annuelle de 15,7 °C. Le cumul annuel moyen de précipitations est de 645 mm, avec 5,8 jours de précipitations en janvier et 3,6 jours en juillet. Pour la période 1991-2020, la température moyenne annuelle observée sur la station météorologique la plus proche, située sur la commune de Perpignan à 10 km à vol d'oiseau, est de 16,0 °C et le cumul annuel moyen de précipitations est de 578,3 mm,. Pour l'avenir, les paramètres climatiques de la commune estimés pour 2050 selon différents scénarios d’émission de gaz à effet de serre sont consultables sur un site dédié publié par Météo-France en novembre 2022.

### Milieux naturels et biodiversité

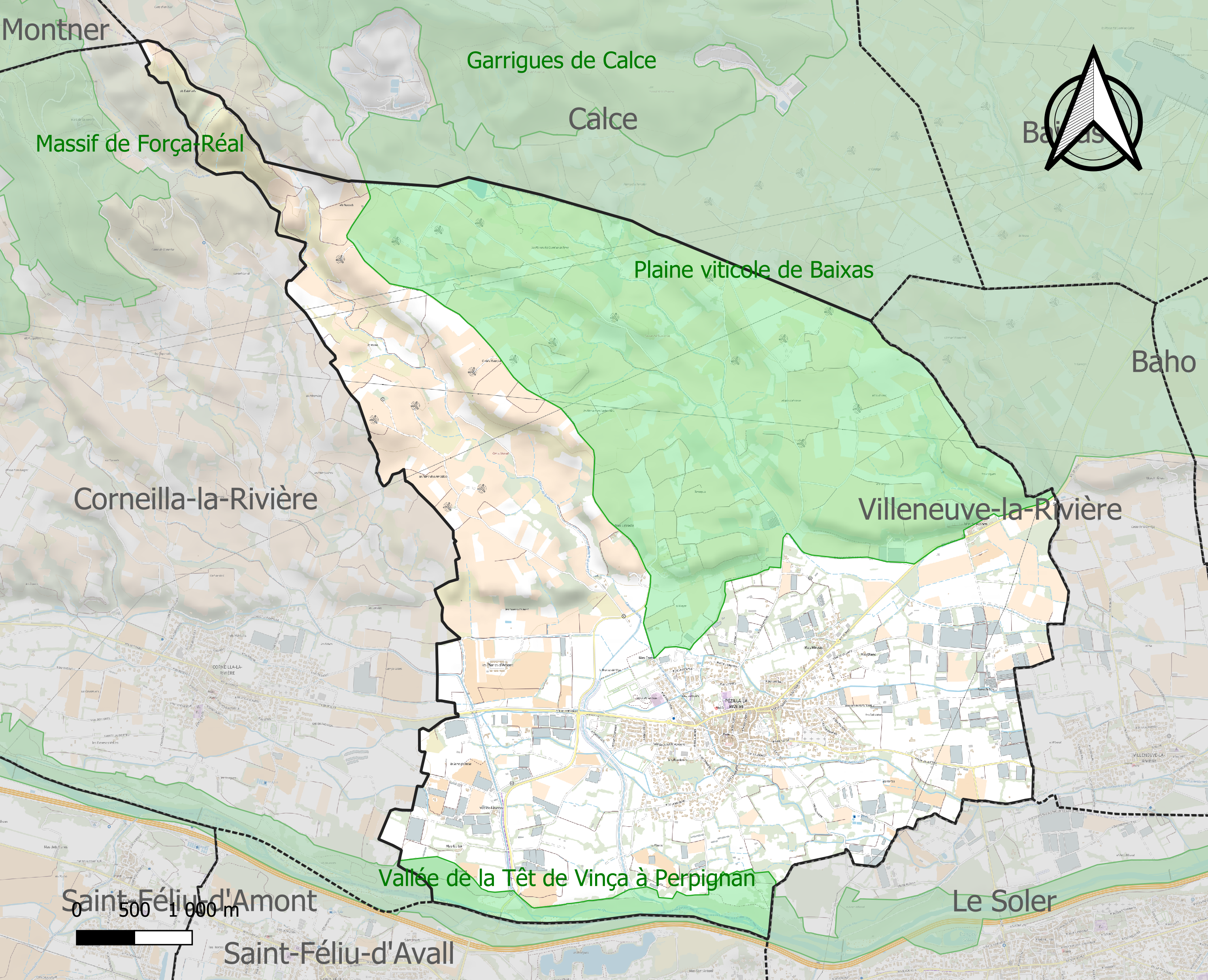
Carte des ZNIEFF de type 1 localisées sur la commune.

L’inventaire des zones naturelles d'intérêt écologique, faunistique et floristique (ZNIEFF) a pour objectif de réaliser une couverture des zones les plus intéressantes sur le plan écologique, essentiellement dans la perspective d’améliorer la connaissance du patrimoine naturel national et de fournir aux différents décideurs un outil d’aide à la prise en compte de l’environnement dans l’aménagement du territoire.
Deux ZNIEFF de type 1 sont recensées sur la commune :
la « plaine viticole de Baixas » (1 939 ha), couvrant 5 communes du département et 
la « vallée de la Têt de Vinça à Perpignan » (554 ha), couvrant 10 communes du département.

## Urbanisme

### Typologie
Au 1er janvier 2024, Pézilla-la-Rivière est catégorisée ceinture urbaine, selon la nouvelle grille communale de densité à sept niveaux définie par l'Insee en 2022.
Elle appartient à l'unité urbaine de Perpignan, une agglomération intra-départementale regroupant 15  communes, dont elle est une commune de la banlieue,,. Par ailleurs la commune fait partie de l'aire d'attraction de Perpignan, dont elle est une commune de la couronne,. Cette aire, qui regroupe 118 communes, est catégorisée dans les aires de 200 000 à moins de 700 000 habitants,.

### Occupation des sols
L'occupation des sols de la commune, telle qu'elle ressort de la base de données européenne d’occupation biophysique des sols Corine Land Cover (CLC), est marquée par l'importance des territoires agricoles (91,6 % en 2018), en diminution par rapport à 1990 (93,5 %). La répartition détaillée en 2018 est la suivante : 
cultures permanentes (53,8 %), zones agricoles hétérogènes (37,8 %), zones urbanisées (6,3 %), milieux à végétation arbustive et/ou herbacée (2,1 %). L'évolution de l’occupation des sols de la commune et de ses infrastructures peut être observée sur les différentes représentations cartographiques du territoire : la carte de Cassini (XVIIIe siècle), la carte d'état-major (1820-1866) et les cartes ou photos aériennes de l'IGN pour la période actuelle (1950 à aujourd'hui).

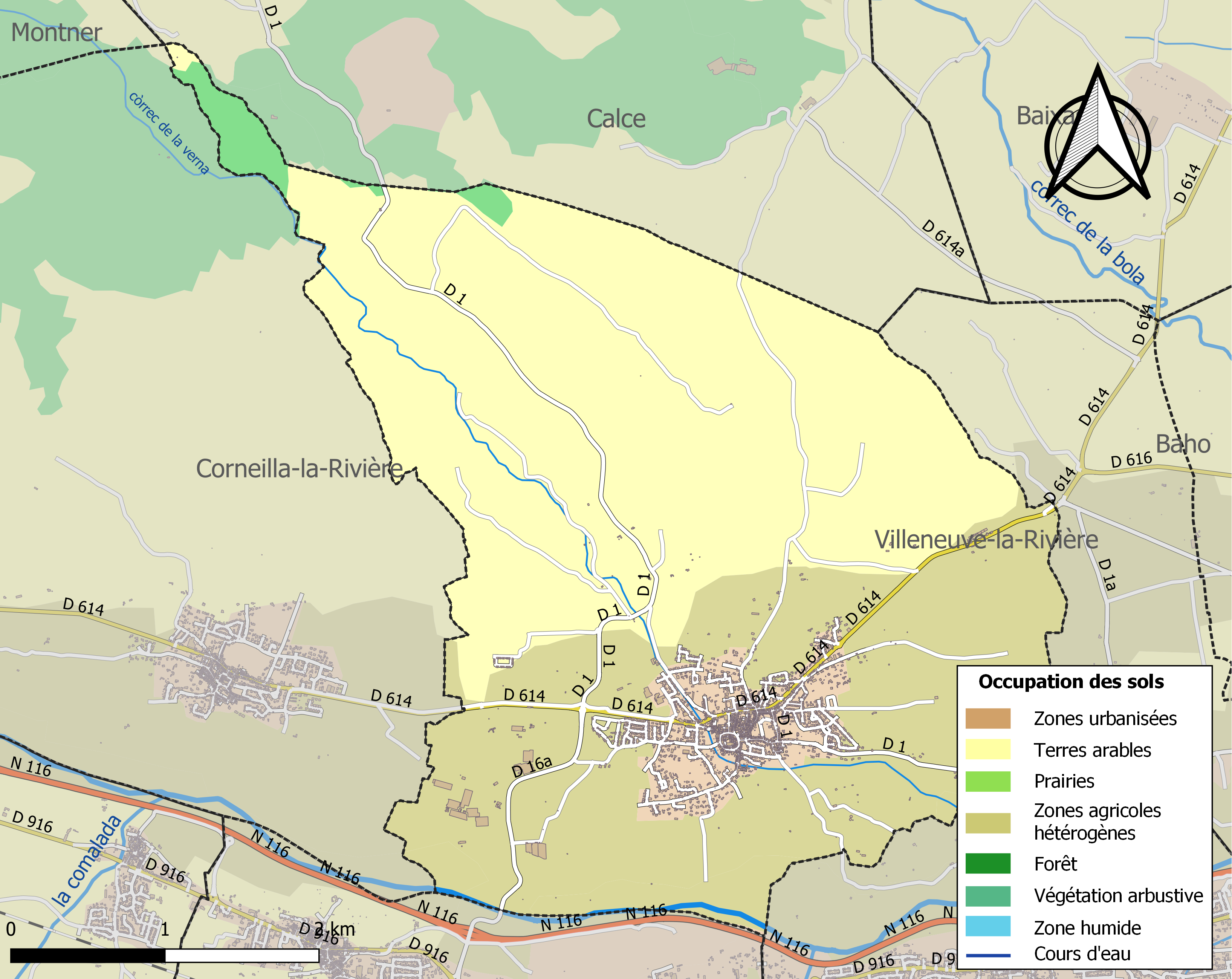
Carte des infrastructures et de l'occupation des sols de la commune en 2018 (CLC).

### Voies de communication et transports
La ligne 14 (Pézilla-la-Rivière - Perpignan Catalogne) du réseau urbain Sankéo dessert la commune.

### Risques majeurs
Le territoire de la commune de Pézilla-la-Rivière est vulnérable à différents aléas naturels : inondations, climatiques (grand froid ou canicule), feux de forêts, mouvements de terrains et séisme (sismicité modérée). Il est également exposé à un risque technologique, la rupture d'un barrage, et à un risque particulier, le risque radon,.

#### Risques naturels
Certaines parties du territoire communal sont susceptibles d’être affectées par le risque d’inondation par crue torrentielle de cours d'eau du bassin de la Têt. La commune fait partie du territoire à risques importants d'inondation (TRI) de Perpignan-Saint-Cyprien, regroupant 43 communes du bassin de vie de l'agglomération perpignanaise, un des 31 TRI qui ont été arrêtés le 12 décembre 2012 sur le bassin Rhône-Méditerranée. Des cartes des surfaces inondables ont été établies pour trois scénarios : fréquent (crue de temps de retour de 10 ans à 30 ans), moyen (temps de retour de 100 ans à 300 ans) et extrême (temps de retour de l'ordre de 1 000 ans, qui met en défaut tout système de protection),.
Les mouvements de terrains susceptibles de se produire sur la commune sont soit des mouvements liés au retrait-gonflement des argiles, soit des glissements de terrains. Une cartographie nationale de l'aléa retrait-gonflement des argiles permet de connaître les sols argileux ou marneux susceptibles vis-à-vis de ce phénomène.
Ces risques naturels sont pris en compte dans l'aménagement du territoire de la commune par le biais d'un plan de surfaces submersibles valant plan de prévention des risques.

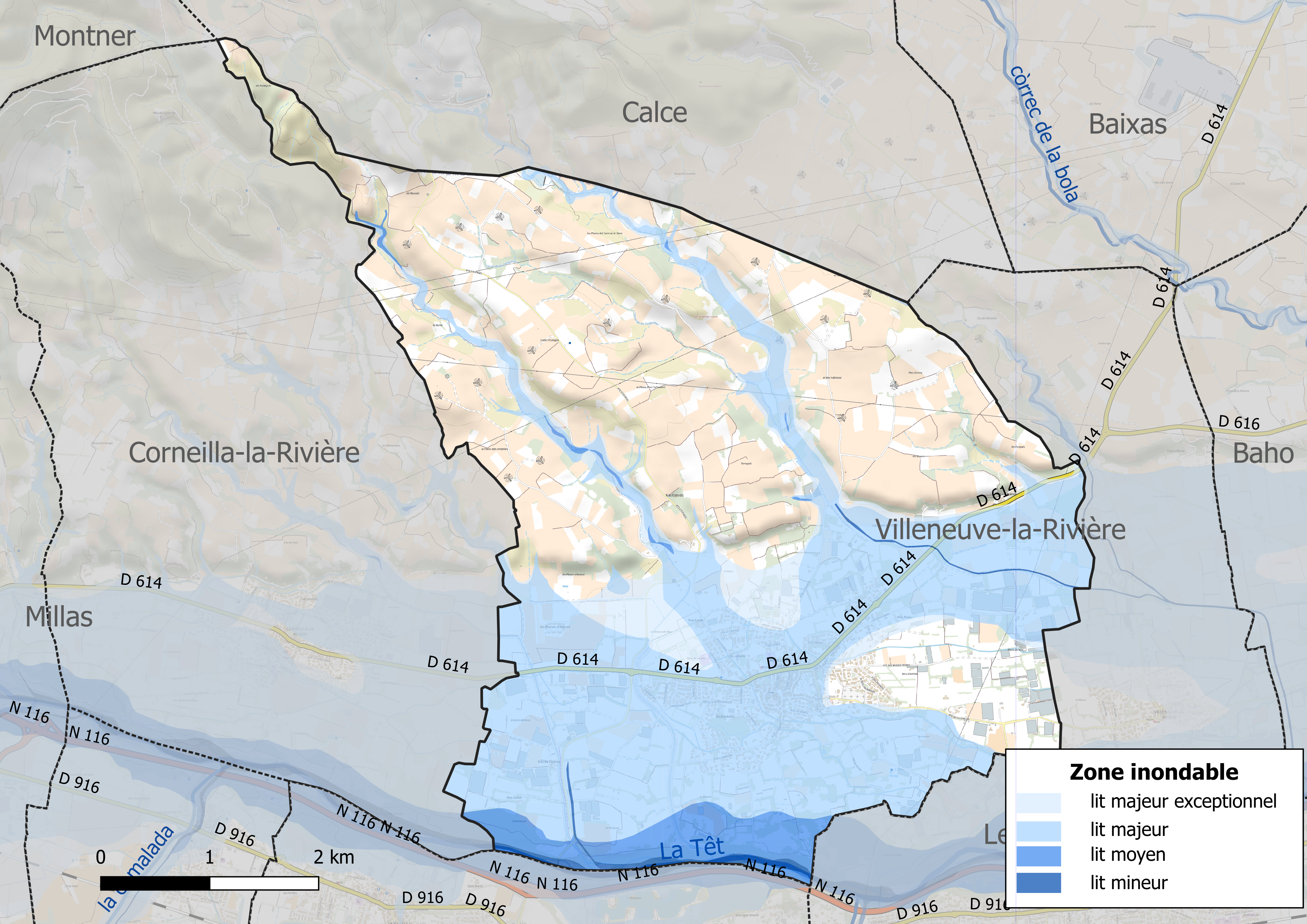
Carte des zones inondables.
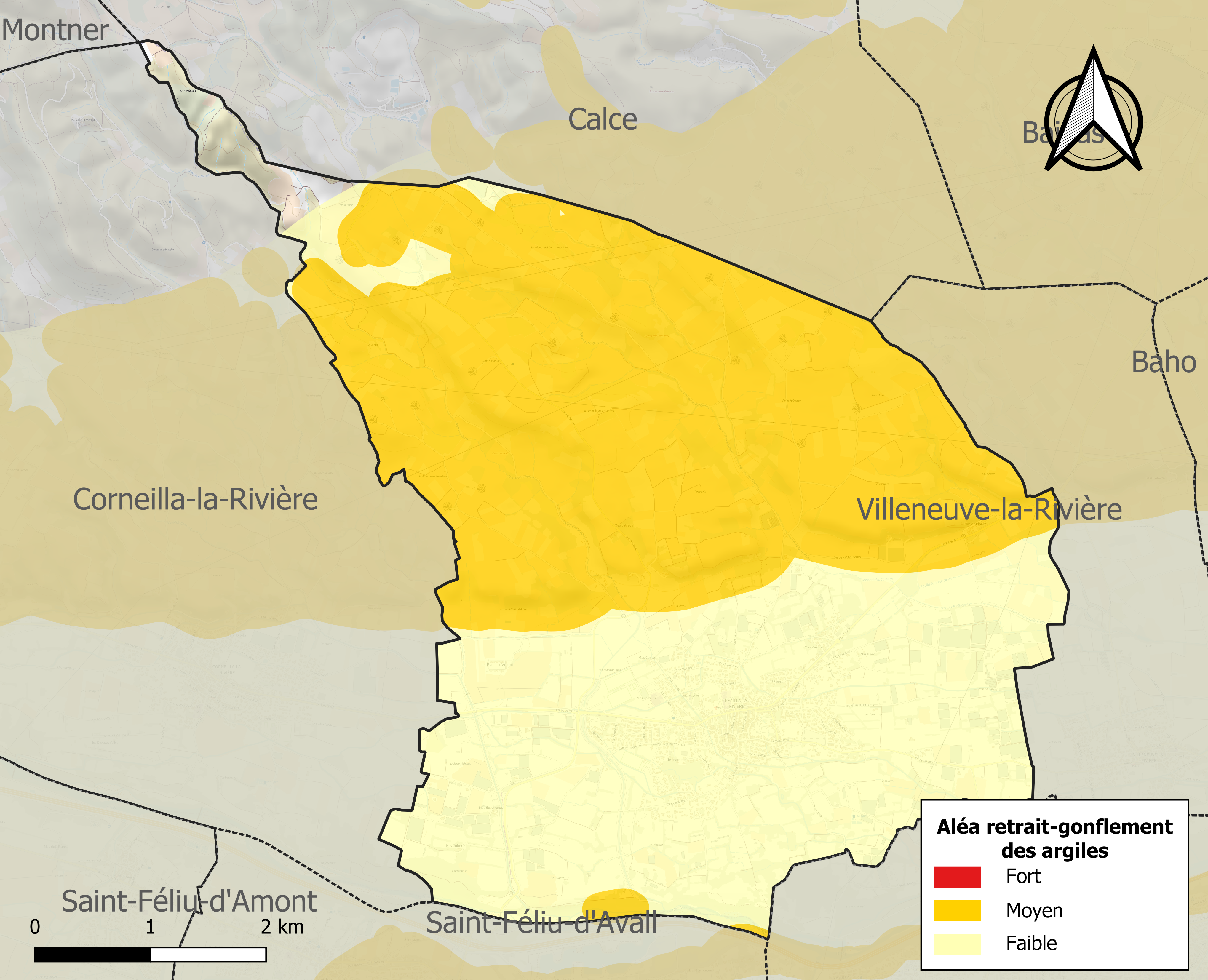
Carte des zones d'aléa retrait-gonflement des argiles.

#### Risques technologiques
Dans le département des Pyrénées-Orientales, on dénombre sept grands barrages susceptibles d’occasionner des dégâts en cas de rupture. La commune fait partie des 66 communes susceptibles d’être touchées par l’onde de submersion consécutive à la rupture d’un de ces barrages, les barrages de Vinça ou des Bouillouses sur la Têt.

#### Risque particulier
Dans plusieurs parties du territoire national, le radon, accumulé dans certains logements ou autres locaux, peut constituer une source significative d’exposition de la population aux rayonnements ionisants. Toutes les communes du département sont concernées par le risque radon à un niveau plus ou moins élevé. Selon la classification de 2018, la commune de Pézilla-la-Rivière est classée en zone 3, à savoir zone à potentiel radon significatif.

## Toponymie
En catalan, le nom de la commune est Pesillà de la Ribera.

## Histoire
Par décret du 6 août 1963, Corneilla-la-Rivière et Saint-Féliu-d'Avall perdent plusieurs portions de territoire, rattachées à Pézilla-la-Rivière.

## Politique et administration

### Liste des maires

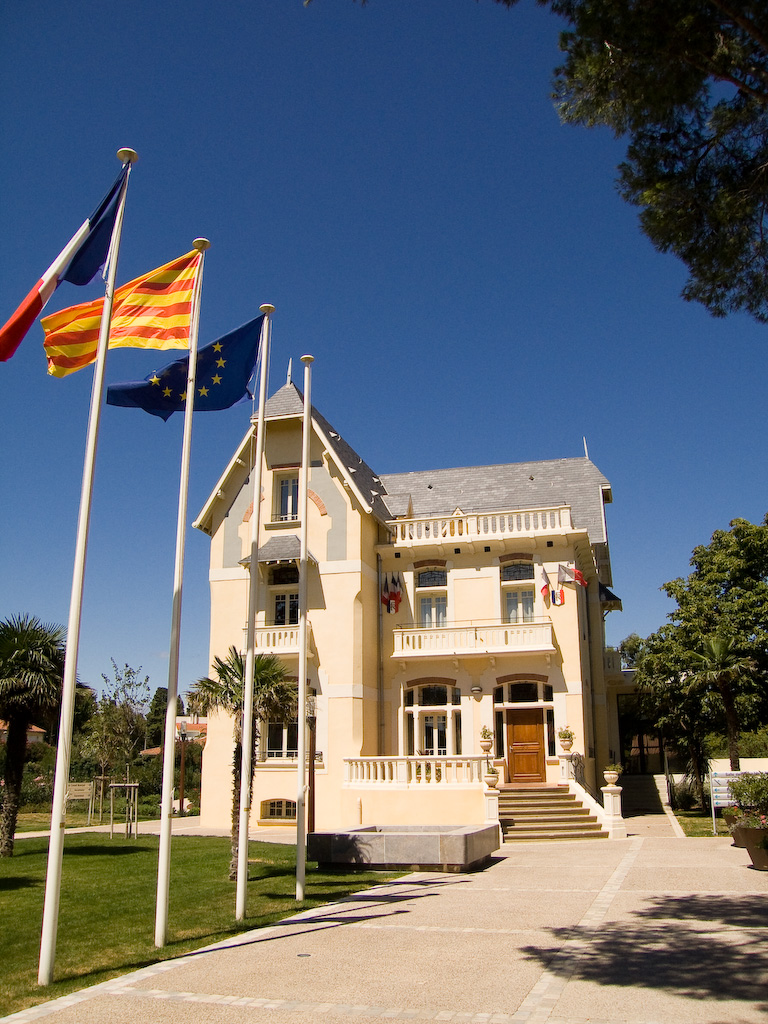
Mairie de Pezilla-La-Riviere.

| Période                                  | Période                   | Identité          | Étiquette | Qualité            |
| ---------------------------------------- | ------------------------- | ----------------- | --------- | ------------------ |
| mai 1945                                 | mars 1977                 | Ferdinand José    |           |                    |
| ?                                        | 18 mars 1989              | René Foixet       |           |                    |
| 18 mars 1989                             | En cours (au 30 mai 2020) | Jean-Paul Billès, | DVD       | Ingénieur retraité |
| Les données manquantes sont à compléter. |                           |                   |           |                    |

### Jumelages
La commune est jumelée avec les localités suivantes :
- Tramonti (Campanie),  Italie ;
- La Granadella (Catalogne),  Espagne.

## Population et société

### Démographie ancienne
La population est exprimée en nombre de feux (f) ou d'habitants (H).
| 1358  | 1365  | 1378 | 1424 | 1470 | 1515 | 1553 | 1709  | 1720  |
| ----- | ----- | ---- | ---- | ---- | ---- | ---- | ----- | ----- |
| 105 f | 122 f | 58 f | 58 f | 58 f | 68 f | 48 f | 222 f | 135 f |

| 1730  | 1755  | 1765  | 1767    | 1774  | 1789  | 1790  | - | - |
| ----- | ----- | ----- | ------- | ----- | ----- | ----- | - | - |
| 170 f | 207 f | 900 H | 1 110 H | 170 f | 210 f | 828 H | - | - |

### Démographie contemporaine
L'évolution du nombre d'habitants est connue à travers les recensements de la population effectués dans la commune depuis 1793. Pour les communes de moins de 10 000 habitants, une enquête de recensement portant sur toute la population est réalisée tous les cinq ans, les populations de référence des années intermédiaires étant quant à elles estimées par interpolation ou extrapolation. Pour la commune, le premier recensement exhaustif entrant dans le cadre du nouveau dispositif a été réalisé en 2004.

En 2022, la commune comptait 4 048 habitants, en évolution de +12,85 % par rapport à 2016 (Pyrénées-Orientales : +3,92 %, France hors Mayotte : +2,11 %).
| 1793 | 1800  | 1806  | 1821  | 1831  | 1836  | 1841  | 1846  | 1851  |
| ---- | ----- | ----- | ----- | ----- | ----- | ----- | ----- | ----- |
| 890  | 1 035 | 1 114 | 1 208 | 1 291 | 1 331 | 1 378 | 1 388 | 1 458 |

| 1856  | 1861  | 1866  | 1872  | 1876  | 1881  | 1886  | 1891  | 1896  |
| ----- | ----- | ----- | ----- | ----- | ----- | ----- | ----- | ----- |
| 1 520 | 1 502 | 1 521 | 1 523 | 1 660 | 1 546 | 1 802 | 1 812 | 1 806 |

| 1901  | 1906  | 1911  | 1921  | 1926  | 1931  | 1936  | 1946  | 1954  |
| ----- | ----- | ----- | ----- | ----- | ----- | ----- | ----- | ----- |
| 1 838 | 1 843 | 1 836 | 1 760 | 1 722 | 1 777 | 1 813 | 1 832 | 1 937 |

| 1962  | 1968  | 1975  | 1982  | 1990  | 1999  | 2004  | 2006  | 2009  |
| ----- | ----- | ----- | ----- | ----- | ----- | ----- | ----- | ----- |
| 2 091 | 2 159 | 2 058 | 2 200 | 2 349 | 2 754 | 2 957 | 3 052 | 3 145 |

| 2014  | 2019  | 2022  | - | - | - | - | - | - |
| ----- | ----- | ----- | - | - | - | - | - | - |
| 3 418 | 3 812 | 4 048 | - | - | - | - | - | - |

| selon la population municipale des années : | 1968 | 1975 | 1982 | 1990 | 1999 | 2006 | 2009 | 2013 |
| Rang de la commune dans le département      | 22   | 31   | 32   | 32   | 30   | 31   | 31   | 32   |
| Nombre de communes du département           | 232  | 217  | 220  | 225  | 226  | 226  | 226  | 226  |

### Enseignement
Pézilla-la-Rivière dispose sur son territoire d'une école maternelle (126 élèves en 2015) et d'une école élémentaire (216 élèves en 2015).

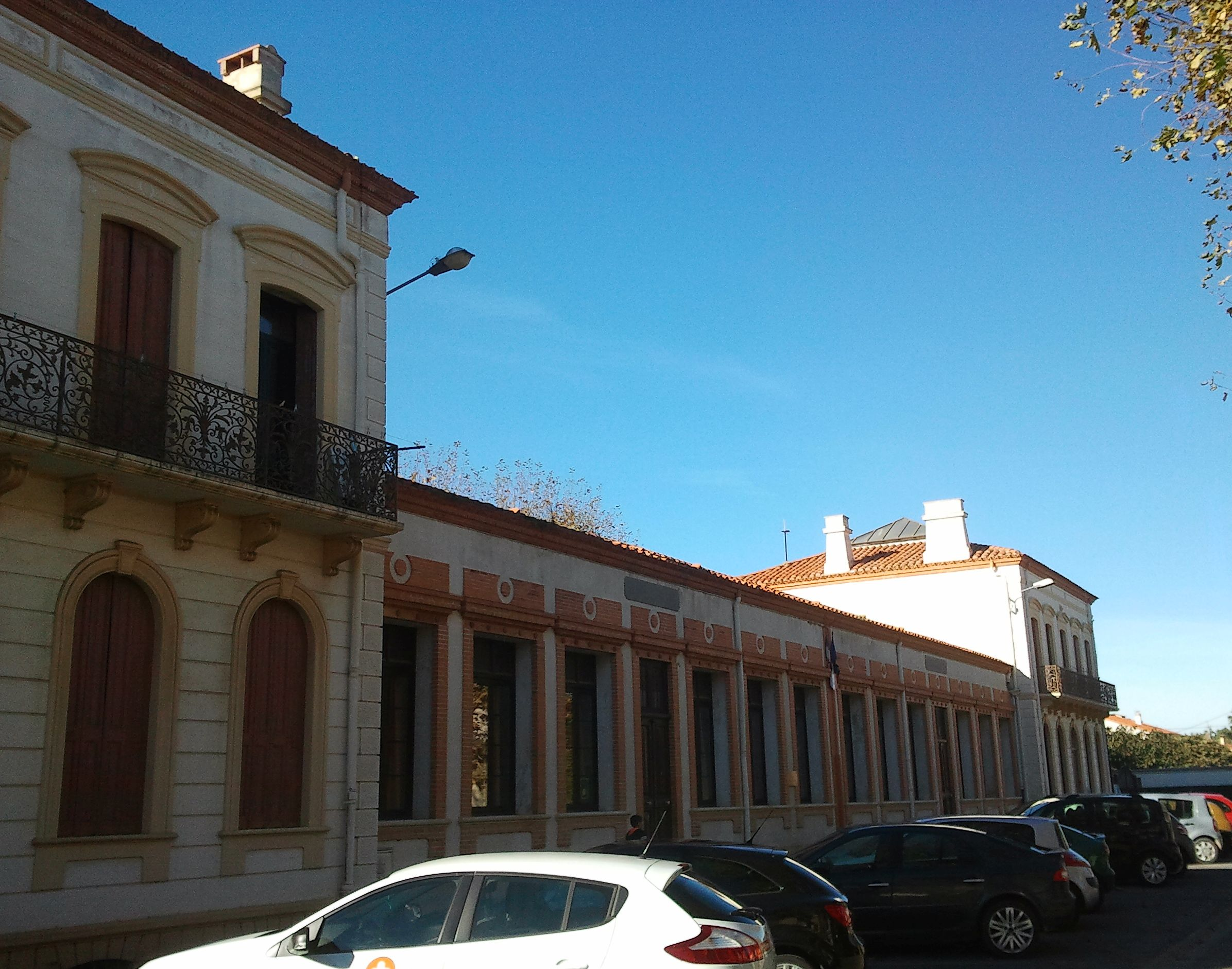
Les écoles

Depuis 2017 il existe également une école immersive en catalan de l'association La Bressola.

### Manifestations culturelles et festivités
- Fêtes communales : 3 février et 1er août[47] ;
- Foire : dernier dimanche d'août[47].

### Santé
Médecins, infirmières, dentistes.

### Sports
La commune regroupe une salle de sports municipale, des courts de tennis, deux terrains de rugby et trois de football, un city stade, et un terrain de basket.[réf. nécessaire]

## Économie

### Revenus
En 2018, la commune compte 1 533 ménages fiscaux, regroupant 3 661 personnes. La médiane du revenu disponible par unité de consommation est de 19 540 € (19 350 € dans le département). 42 % des ménages fiscaux sont imposés (42,1 % dans le département).

### Emploi
|                | 2008   | 2013   | 2018   |
| -------------- | ------ | ------ | ------ |
| Commune        | 9,2 %  | 12,3 % | 10,4 % |
| Département    | 10,3 % | 12,9 % | 13,3 % |
| France entière | 8,3 %  | 10 %   | 10 %   |

En 2018, la population âgée de 15 à 64 ans s'élève à 2 229 personnes, parmi lesquelles on compte 76,3 % d'actifs (66 % ayant un emploi et 10,4 % de chômeurs) et 23,7 % d'inactifs,. Depuis 2008, le taux de chômage communal (au sens du recensement) des 15-64 ans est inférieur à celui du département, mais supérieur à celui de la France.
La commune fait partie de la couronne de l'aire d'attraction de Perpignan, du fait qu'au moins 15 % des actifs travaillent dans le pôle,. Elle compte 418 emplois en 2018, contre 436 en 2013 et 445 en 2008. Le nombre d'actifs ayant un emploi résidant dans la commune est de 1 486, soit un indicateur de concentration d'emploi de 28,2 % et un taux d'activité parmi les 15 ans ou plus de 57,8 %.
Sur ces 1 486 actifs de 15 ans ou plus ayant un emploi, 255 travaillent dans la commune, soit 17 % des habitants. Pour se rendre au travail, 88,7 % des habitants utilisent un véhicule personnel ou de fonction à quatre roues, 2,6 % les transports en commun, 5,8 % s'y rendent en deux-roues, à vélo ou à pied et 3 % n'ont pas besoin de transport (travail au domicile).

### Activités hors agriculture

#### Secteurs d'activités
244 établissements sont implantés  à Pézilla-la-Rivière au 31 décembre 2019. Le tableau ci-dessous en détaille le nombre par secteur d'activité et compare les ratios avec ceux du département,.
| Secteur d'activité                                                                                        | Commune | Commune | Département |
| Secteur d'activité                                                                                        | Nombre  | %       | %           |
| --- | ------- | ------- | ----------- |
| Ensemble                                                                                                  | 244     | 100 %   | (100 %)     |
| Industrie manufacturière, industries extractives et autres                                                | 30      | 12,3 %  | (8,7 %)     |
| Construction                                                                                              | 51      | 20,9 %  | (14,3 %)    |
| Commerce de gros et de détail, transports, hébergement et restauration                                    | 54      | 22,1 %  | (30,5 %)    |
| Information et communication                                                                              | 6       | 2,5 %   | (1,9 %)     |
| Activités financières et d'assurance                                                                      | 8       | 3,3 %   | (3 %)       |
| Activités immobilières                                                                                    | 11      | 4,5 %   | (6,2 %)     |
| Activités spécialisées, scientifiques et techniques et activités de services administratifs et de soutien | 30      | 12,3 %  | (13 %)      |
| Administration publique, enseignement, santé humaine et action sociale                                    | 31      | 12,7 %  | (13,9 %)    |
| Autres activités de services                                                                              | 23      | 9,4 %   | (8,5 %)     |

Le secteur du commerce de gros et de détail, des transports, de l'hébergement et de la restauration est prépondérant sur la commune puisqu'il représente 22,1 % du nombre total d'établissements de la commune (54 sur les 244 entreprises implantées  à Pézilla-la-Rivière), contre 30,5 % au niveau départemental.

#### Entreprises et commerces
Les cinq entreprises ayant leur siège social sur le territoire communal qui génèrent le plus de chiffre d'affaires en 2020 sont : 
- Amenagement Debroussail Entretien Palpla - Adep, travaux de terrassement courants et travaux préparatoires (2 325 k€)
- Ramassot France, transports routiers de fret interurbains (1 536 k€)
- Holding Fauveau, activités des sociétés holding (503 k€)
- SARL EGBT, construction de maisons individuelles (189 k€)
- L'ancien, autres commerces de détail sur éventaires et marchés (159 k€)

Épiceries, bars, tabac-presse, boulangeries-pâtisseries, auto-école, coiffeurs, boucher-charcutier, restaurant.
Garagiste, carreleur, électricien, maçon, plâtrier.

### Agriculture
La commune est dans la « plaine du Roussillon », une petite région agricole occupant la bande côtière et une grande partie centrale du département des Pyrénées-Orientales. En 2020, l'orientation technico-économique de l'agriculture  sur la commune est la polyculture et/ou le polyélevage.
|               | 1988  | 2000 | 2010 | 2020 |
| ------------- | ----- | ---- | ---- | ---- |
| Exploitations | 297   | 132  | 68   | 53   |
| SAU (ha)      | 1 101 | 781  | 413  | 442  |

Le nombre d'exploitations agricoles en activité et ayant leur siège dans la commune est passé de 297 lors du recensement agricole de 1988  à 132 en 2000 puis à 68 en 2010 et enfin à 53 en 2020, soit une baisse de 82 % en 32 ans. Le même mouvement est observé à l'échelle du département qui a perdu pendant cette période 73 % de ses exploitations,. La surface agricole utilisée sur la commune a également diminué, passant de 1101 ha en 1988 à 442 ha en 2020. Parallèlement la surface agricole utilisée moyenne par exploitation a augmenté, passant de 4 à 8 ha.

## Culture locale et patrimoine

### Monuments et lieux touristiques

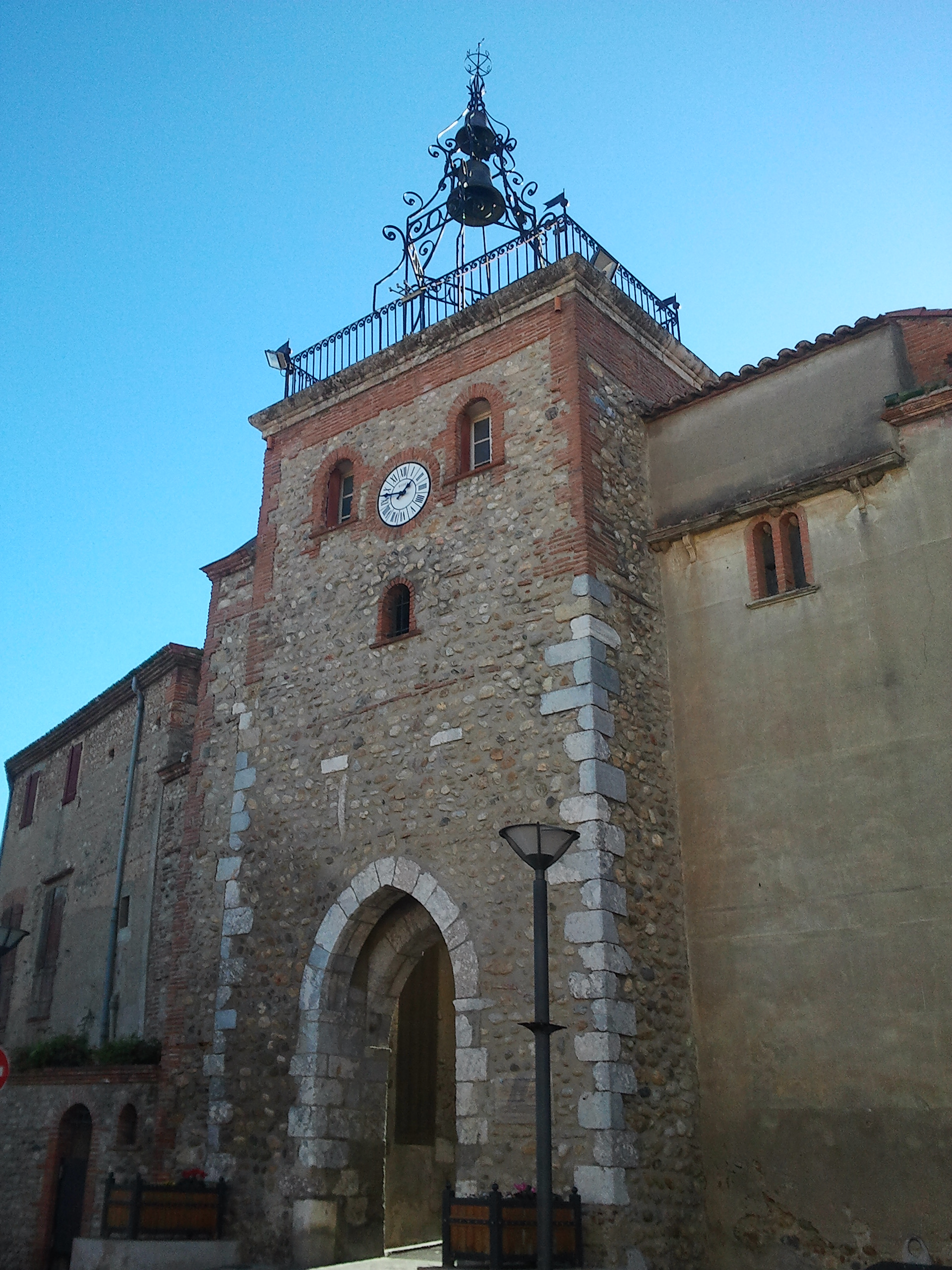
La porte fortifiée

- L'église paroissiale des Saintes-Hosties, du XIXe siècle ;
- L'église Saint-Saturnin de Pézilla-la-Rivière ;
- L'ancienne porte fortifiée, du XIIIe siècle.

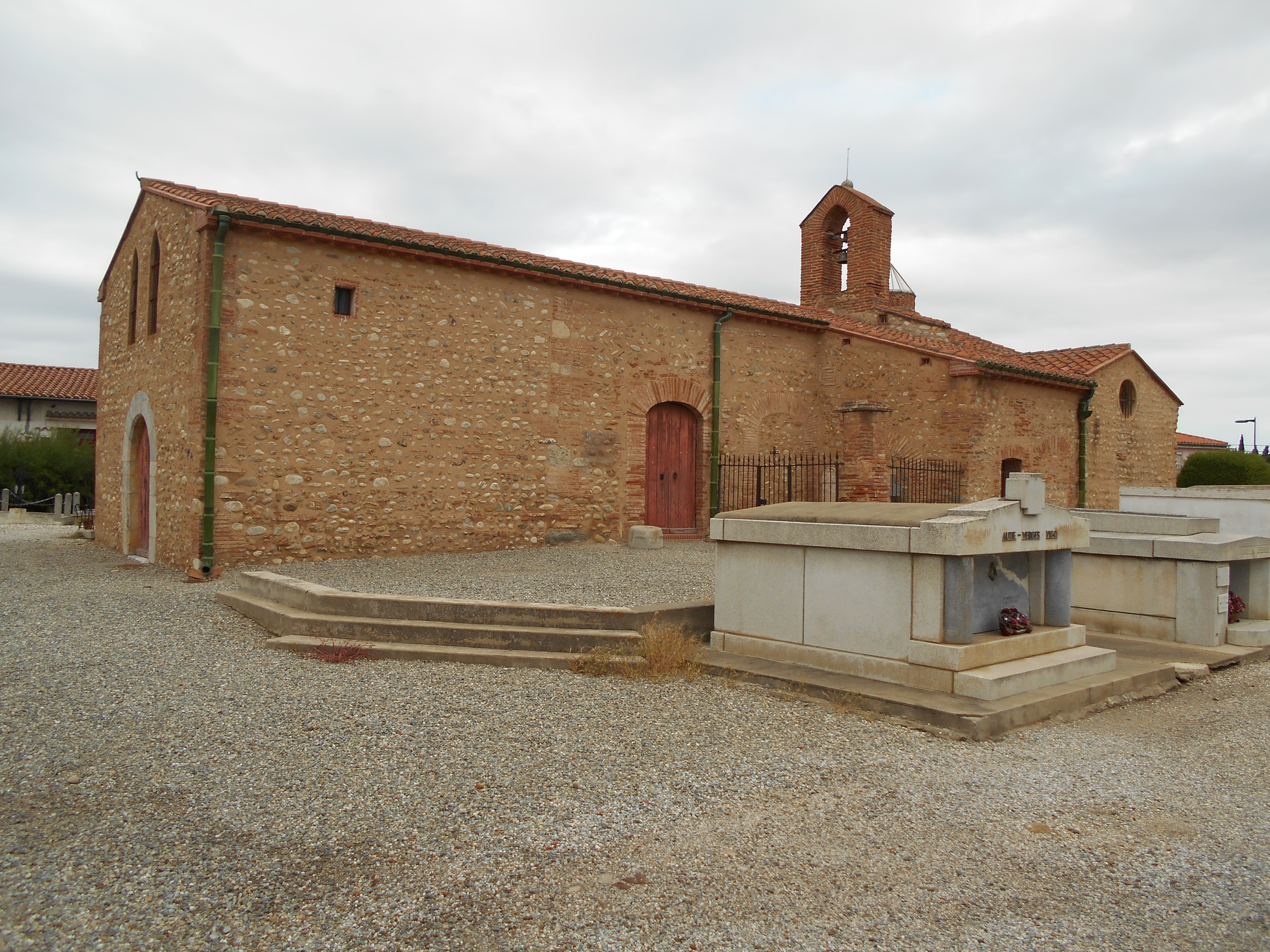
Église Saint-Saturnin de Pézilla-la-Rivière
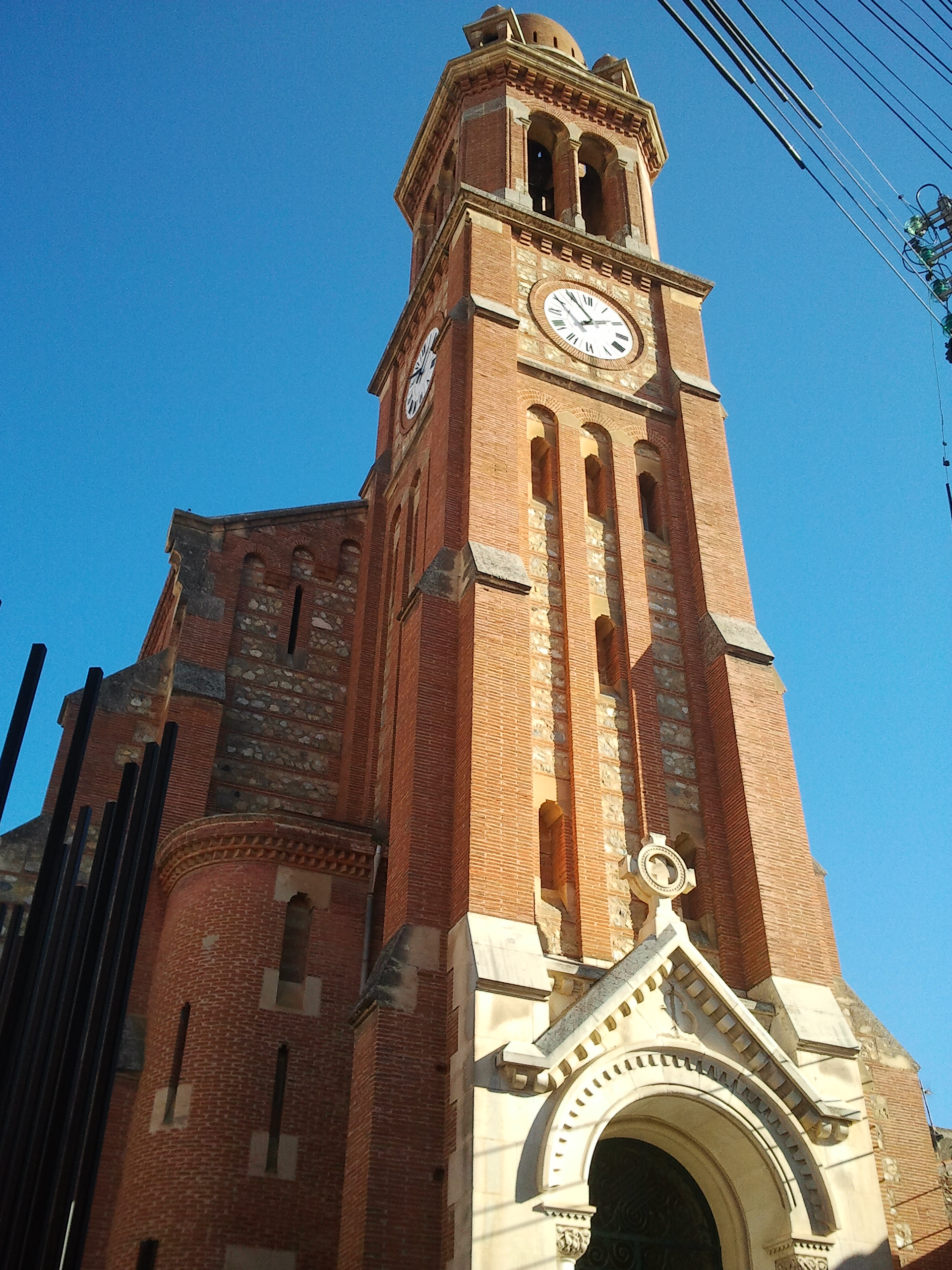
Église des Saintes-Hosties

### Personnalités liées à la commune
- Joseph Napoléon Sébastien Sarda Garriga (1808-1877) : administrateur colonial né à Pézilla-la-Rivière ;
- Paul Bergue ou Pau Berga (1866-1948), poète et philologue ;
- Paul Porical (1911-1977) : joueur de rugby à XV né à Pézilla-la-Rivière ;
- Gérald Porical (1950-) : joueur de rugby à XV né à Pézilla-la-Rivière, fils de Paul Porical ;
- Jérôme Porical (1985-) : joueur de rugby à XV né à Perpignan mais originaire de Pézilla-la-Rivière, fils de Gérald Porical ;

### Équipements culturels

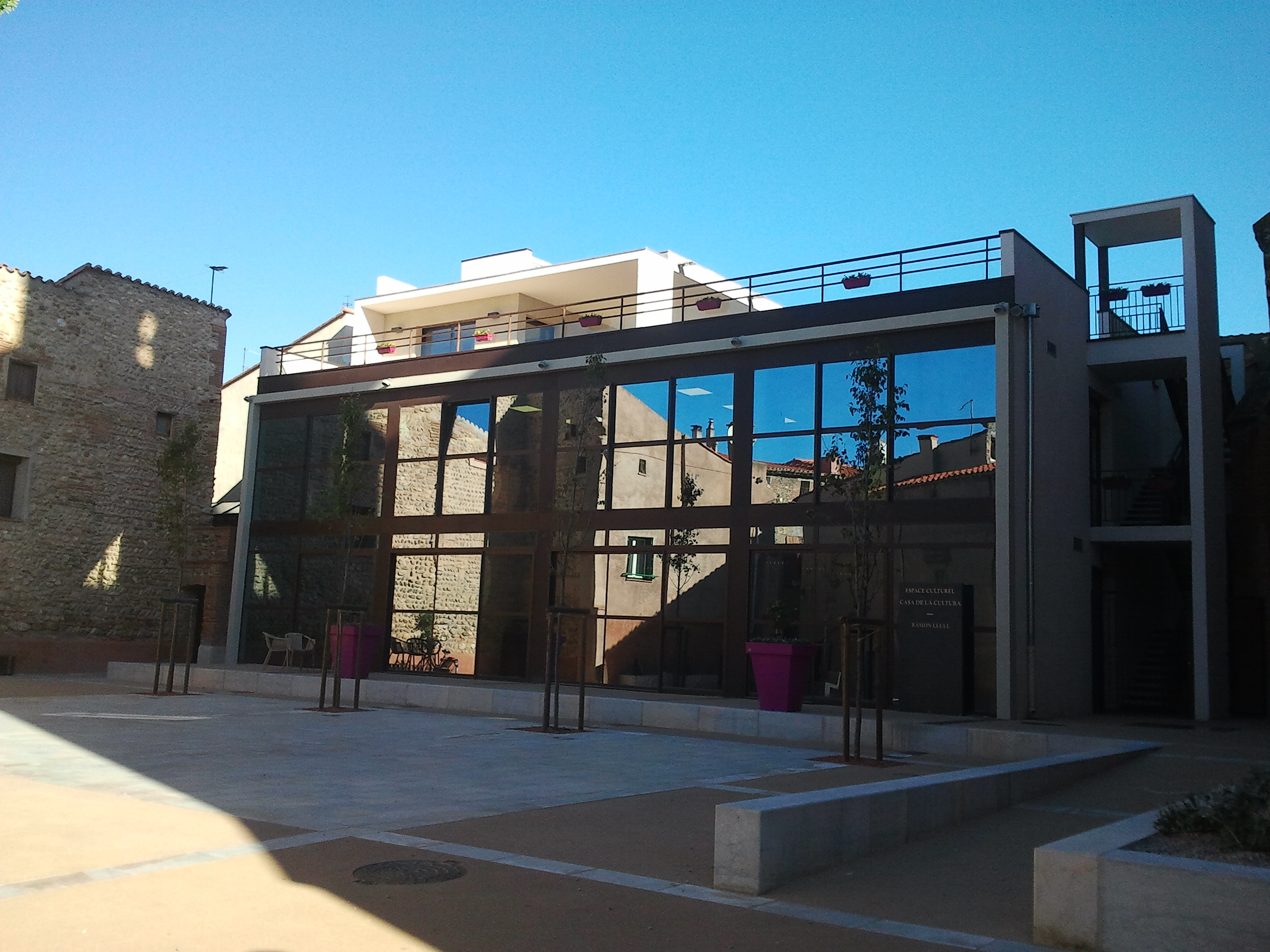
La médiathèque

- Espace culturel Ramon Llull (médiathèque).

### Héraldique
| Blason de Pézilla-la-Rivière | Blason  | D'azur à une croix pattée alésée d'or, cantonnée de quatre fleurs de lys du même, et à une bordure d'argent. |
| Blason de Pézilla-la-Rivière | Détails | Le statut officiel du blason reste à déterminer.                                                             |